# L'École en 10 questions
L'École en 10 questions est une émission de télévision québécoise en dix épisodes de 30 minutes animée par Normand Baillargeon et présentée à partir du 29 août 2022 sur la chaîne Savoir média. L'émission est présentée à la fois en version balado et en version filmée.

## Synopsis
La série documentaire s'interroge sur l'éducation d'un point de vue philosophique. L'animateur Normand Baillargeon, philosophe, professeur et chroniqueur, reçoit plusieurs invités du monde de l'éducation et, ensemble, ils tentent de répondre à dix questions de fond en éducation en se basant sur la pensée de dix philosophes importants dans le domaine.

## Épisodes
Chaque épisode se consacre à la pensée d'un philosophe précis et une question d'éducation particulière.
Cette section ne s'appuie pas, ou pas assez, sur des sources secondaires ou tertiaires indépendantes du sujet.

Pour l'améliorer, ajoutez-en, ou placez des modèles {{Source secondaire souhaitée}} ou {{Source secondaire nécessaire}} sur les passages mal sourcés. (février 2023)

### Le savoir rend-il plus libre?
Dans cet épisode, Normand Baillargeon reçoit Luc Papineau, enseignant au secondaire, et Benoît Castelnérac, professeur au Département de philosophie et d’éthique appliquée de l'Université de Sherbrooke. Ils se penchent sur ce que l’école d’aujourd’hui a retenu de la vision de l’éducation de Platon, pour qui la connaissance s’acquiert par la raison et en particulier par les mathématiques.

### L'école dénature-t-elle les enfants?
Dans cet épisode, Normand Baillargeon reçoit Réjean Bergeron, philosophe et essayiste, et Sylvie des Rosiers, directrice de l'école Montessori de Magog. Ils se demandent si la vision de l’éducation de Jean-Jacques Rousseau, qui est à la base des toutes les pédagogies nouvelles, comporte des failles.

### L'école doit-elle avant tout former des citoyens?
Dans cet épisode, Normand Baillargeon reçoit Christophe Point, professeur à la Faculté d’éducation de l'Université de Sherbrooke, et Nadia Beaudry, formatrice en philosophie pour enfants à Seve formation Canada. Ils se demandent si notre système scolaire a été influencé par les idées de John Dewey et si le rôle de l’école est avant tout de former des citoyens.

### L'école est-elle idéologique?
Dans cet épisode, Normand Baillargeon reçoit Olivier Lemieux, professeur à l'Unité départementale des sciences de l'éducation de l'Université du Québec à Rimouski, et Mélanie Lussier, enseignante à l'École Jean-Leman à Candiac. Ils se demandent dans quelle mesure, de nos jours, nos programmes scolaires sont teintés d’idéologie, en se basant sur les réflexions du philosophe britannique Paul Hirst.

### Éduquer ou endoctriner?
Dans cet épisode, Normand Baillargeon reçoit Patrick Moreau, auteur, professeur au Collège Ahuntsic et rédacteur en chef de la revue Argument, et Raymond Bédard, président de la Société des professeurs d’histoire du Québec. Ils se demandent si un professeur peut endoctriner à son insu en se basant sur les réflexions du philosophe britannique Robin Barrow à ce sujet.

### Doit-on éliminer les notes?
Dans cet épisode, Normand Baillargeon reçoit Maryse Lassonde, neuropsychologue et présidente du Conseil supérieur de l’éducation, et Sarah Côté-Délisle, professeure d’anthropologie au Cégep Garneau. Ils se demandent si on devrait éliminer les notes et s'il n'y a pas d’autres façons valables d’évaluer, en se basant sur la pensée d'Antony Flew.

### À qui revient l'autorité d'éduquer?
Dans cet épisode, Normand Baillargeon reçoit Christine Brabant, professeure à la Faculté des sciences de l'éducation de l'Université de Montréal, et Marine Dumond, présidente de l'Association québécoise pour l'éducation à domicile. Ils se demandent si l’État peut bien encadrer l'école à la maison et si les écoles privées subventionnées ont leur place dans un système éducatif public, en se basant sur la pensée de Nicolas de Condorcet qui, au 18e siècle, a le premier défendu le concept d’instruction publique.

### À qui revient l'autorité dans la classe?
Dans cet épisode, Normand Baillargeon reçoit Steve Bissonnette, professeur au Département Éducation de l'Université TÉLUQ, et Anouk Simpson, enseignante en adaptation scolaire en 1re et 2e secondaires, au Centre de services scolaire de Montréal. Ils se demandent si aujourd’hui, les enseignants du Québec sont les boss dans la classe, en évoquant la pensée d'Emmanuel Kant sur ce sujet.

### Quelle est la meilleure méthode pour enseigner?
Dans cet épisode, Normand Baillargeon reçoit Christian Boyer, consultant en orthopédagogie et en pédagogie, et Rahouadja Zarzi, enseignante en classe d'accueil à l'École Jacques-Bizard de L'Île-Bizard–Sainte-Geneviève. Ils s'interrogent sur la meilleure méthode pour enseigner cherchent à savoir pourquoi la méthode appelée Instruction directe de l’Américain Siegfried Engelmann n’a jamais été adoptée dans les écoles du Québec.

### À quoi devrait servir l'école?
Dans cet épisode, Normand Baillargeon reçoit Marie-Andrée Chouinard, rédactrice en chef du journal Le Devoir, et France Vallée, enseignante à l'éducation des adultes au Centre de services scolaire des Premières-Seigneuries. Ils se posent la même question que Guy Rocher : À quoi devrait servir l'école? De plus, la Commission Parent ayant révolutionné le système éducatif du Québec dans les années 60, l’heure est-elle venue de mettre sur pied une nouvelle Commission Parent?

## Financement
La série a été produite avec la participation financière du Conseil supérieur de l'éducation.